# Lijst van plaatsen in Azerbeidzjan
Dit is een lijst van de 257 officiële "nederzettingen" (Azerbeidzjaans: qəsəbəsi; Engels: settlement) in Azerbeidzjan. 
De eerste kolom vermeldt de Azerbeidzjaanse benaming; de tweede kolom vermeldt de Engelse benaming; de derde kolom vermeldt de gemeente (bələdiyyəsi)  waartoe de nederzetting behoort; de vierde kolom vermeldt de bestuurlijke eenheid waartoe de gemeente behoort (een rayonu of een şəhər ə/d of een şəhəri); de vijfde kolom vermeldt de economische regio (iqtisadi rayonu). 
Bakı en Naxçivan hebben een Nederlandse naam: Bakoe en Nachitsjevan.
| Endoniem           | Engelse naam       | Gemeente           | Bestuurlijke eenheid | Economische regio |
| ------------------ | ------------------ | ------------------ | -------------------- | ----------------- |
| 28 May             | 28 May             | Xocəsən            | Binəqədi             | Bakı              |
| Acarlı             | Acharly            |                    | Ağdam                | Yuxarı Qarabağ    |
| Ağ Oyuq            | Ag Oyug            |                    | Zəngilan             | Kəlbəcər-Laçın    |
| Ağbənd             | Aghbend            |                    | Zəngilan             | Kəlbəcər-Laçın    |
| Ağdərə             | Aghdere            | Parağaçay          | Ordubad              | Naxçıvan          |
| Əhmədli            | Akhmadli           | Əhmədli            | Xətai                | Bakı              |
| Alabaşlı           | Alabashly          | Alabaşlı           | Samux                | Gəncə-Qazax       |
| Ələt               | Alat               | Ələt               | Qaradağ              | Bakı              |
| Əliabad            | Aliabad            | Əliabad            | Naxçıvan şəhər ə/d   | Naxçıvan          |
| Əliabad            | Aliabad            | Əliabad            | Zaqatala             | Şəki-Zaqatala     |
| Altıağac           | Altiagac           | Altıağac           | Xızı                 | Abşeron           |
| Alunitdağ          | Alunitdagh         | Daşkəsən           | Daşkəsən             | Gəncə-Qazax       |
| Əmircan            | Amirjan            | Əmircan            | Suraxanı             | Bakı              |
| Aran               | Aran               | Aran               | Yevlax               | Aran              |
| Araz               | Araz               | Araz               | Babək                | Naxçıvan          |
| Ərkivan            | Erkivan            | Ərkivan            | Masallı              | Lənkəran          |
| Arzu               | Arzu               | Hacıəlibəy         | Xaçmaz               | Quba-Xaçmaz       |
| Aşağı Ağcakənd     | Ashagi Agjakand    | Aşağı Ağcakənd     | Goranboy             | Gəncə-Qazax       |
| Aşağı Güzdək       | Ashaghi Guzdak     | Aşağı Güzdək       | Abşeron              | Abşeron           |
| Aşağı Ləgər        | Ashaghi Lagar      | Köhnə Xudat        | Xaçmaz               | Quba-Xaçmaz       |
| Aşağı Nüvədi       | Ashagi Nuvadi      | Aşağı Nüvədi       | Lənkəran             | Lənkəran          |
| Aşağı Zurnabad     | Ashaghi Zurnabad   | Zurnabad           | Göygöl               | Gəncə-Qazax       |
| Əsgəran            | Asgaran            |                    | Xocalı               | Yuxarı Qarabağ    |
| Aşkar              | Ashkar             | Quşçu              | Şamaxı               | Dağlıq Şirvan     |
| Babək              | Babek              | Babək              | Babək                | Naxçıvan          |
| Badamdar           | Badamdar           | Badamdar           | Səbail               | Bakı              |
| Badamlı            | Badamlisu          | Badamlı            | Şahbuz               | Naxçıvan          |
| Bağbanlı           | Baghbanly          | Barlı              | Quba                 | Quba-Xaçmaz       |
| Bahar              | Bakhar             | Bahar              | Beyləqan             | Aran              |
| Baharabad          | Bakharabad         | Baharabad          | Beyləqan             | Aran              |
| Bəhrambağ          | Bakhrambagh        | Quşqara            | Göygöl               | Gəncə-Qazax       |
| Bəhrəmtəpə         | Bahramtapa         | Bəhrəmtəpə         | İmişli               | Aran              |
| Bakıxanov          | Bakikhanov         | Bakıxanov          | Sabunçu              | Bakı              |
| Balaxanı           | Balakhani          | Balaxanı           | Sabunçu              | Bakı              |
| Balıqçı            | Baligchy           | Hacıqabul          | Hacıqabul            | Aran              |
| Balıqçılar         | Baligchilar        | Balıqçılar         | Lənkəran             | Lənkəran          |
| Bankə              | Banka              | Bankə              | Neftçala             | Aran              |
| Bənövşələr         | Banovshalar        | Əhmədağalı         | Ağdam                | Yuxarı Qarabağ    |
| Barlı              | Barly              | Barlı              | Quba                 | Quba-Xaçmaz       |
| Barlıbağ           | Barlibagh          | Təzəkənd           | Şəmkir               | Gəncə-Qazax       |
| Bartaz             | Bartaz             |                    | Zəngilan             | Kəlbəcər-Laçın    |
| Baş Ələt           | Bas Alat           | Ələt               | Qaradağ              | Bakı              |
| Bəyimli            | Bayimly            | Bəyimli            | Zərdab               | Aran              |
| Basqal             | Basgal             | Basqal             | İsmayıllı            | Dağlıq Şirvan     |
| Bayramlı           | Bayramly           | Şirvan             | Şirvan şəhər ə/d     | Aran              |
| Beşinci Zobucuq    | 5 th Zobucuq       | Beşinci Zobucuq    | Füzuli               | Yuxarı Qarabağ    |
| Bibiheybət         | Bibiheibet         | Bibiheybət         | Səbail               | Bakı              |
| Biləcəri           | Bilajari           | Biləcəri           | Binəqədi             | Bakı              |
| Bilgəh             | Bilgah             | Bilgəh             | Sabunçu              | Bakı              |
| Binə               | Bina               | Binə               | Xəzər                | Bakı              |
| Binəqədi           | Binagadi           | Binəqədi qəsəbə    | Binəqədi             | Bakı              |
| Birinci Alıbəyli   | 1 st Alibeyly      | Alıbəyli           | Ağdam                | Yuxarı Qarabağ    |
| Birinci Baharlı    | 1 st Baharly       | Üçoğlan            | Ağdam                | Yuxarı Qarabağ    |
| Birinci Dördyol    | 1 st Dordyol       | Təzəkənd           | Ağdam                | Yuxarı Qarabağ    |
| Birinci Quzanlı    | 1 st Quzanlu       | Quzanlı            | Ağdam                | Yuxarı Qarabağ    |
| Birinci Zobucuq    | 1 st Zobucuq       | Birinci Zobucuq    | Füzuli               | Yuxarı Qarabağ    |
| Bolsulu            | Bolsulu            | Bolsulu            | Beyləqan             | Aran              |
| Boradigah          | Boradighah         | Boradigah          | Masallı              | Lənkəran          |
| Bülbülə            | Bulbula            | Bülbülə            | Suraxanı             | Bakı              |
| Bum                | Bum                | Bum                | Qəbələ               | Şəki-Zaqatala     |
| Buzovna            | Buzovna            | Buzovna            | Xəzər                | Bakı              |
| Çələbixan          | Chalabikhan        | Daşüz              | Şəki                 | Şəki-Zaqatala     |
| Çeyildağ           | Jeyildag           | Çeyildağ           | Qaradağ              | Bakı              |
| Ceyranbatan        | Jeyranbatan        | Ceyranbatan        | Abşeron              | Abşeron           |
| Ceyrançöl          | Jeyranchol         | Poylu qəsəbə       | Ağstafa              | Gəncə-Qazax       |
| Çilov              | Chilov             | Cilov-Neft Daşları | Xəzər                | Bakı              |
| Çinarlı            | Chinarli           | Çinarlı            | Şəmkir               | Gəncə-Qazax       |
| Corat              | Jorat              | Corat              | Sumqayıt şəhər ə/d   | Abşeron           |
| Dalğalı            | Dalgali            | Nabran             | Xaçmaz               | Quba-Xaçmaz       |
| Daşkəsən           | Dashkasan          | Daşkəsən qəsəbə    | Daşkəsən             | Gəncə-Qazax       |
| Dəllər             | Dallar             | Dəllər             | Şəmkir               | Gəncə-Qazax       |
| Digah              | Digah              | Digah              | Abşeron              | Abşeron           |
| Dördüncü Zobucuq   | 4 th Zobucuq       | Beşinci Zobucuq    | Füzuli               | Yuxarı Qarabağ    |
| Duzdağ             | Duzdagh            | Nemətabad          | Yevlax               | Aran              |
| Firuzabad          | Firuzabad          | Üçtəpə             | Göygöl               | Gəncə-Qazax       |
| Füzuli             | Fuzuli             | Təzəkənd           | Şəmkir               | Gəncə-Qazax       |
| Gənclər            | Ganjlar            | Hacıhüseynli       | Quba                 | Quba-Xaçmaz       |
| Gərmətük           | Garmaturk          | Gərmətük           | Lənkəran             | Lənkəran          |
| Giləzi             | Gilazi             | Giləzi             | Xızı                 | Abşeron           |
| Gilgilçay          | Gil-Gil chay       | Gilgilçay          | Siyəzən              | Quba-Xaçmaz       |
| Goran              | Goran              | Boluslu            | Goranboy             | Gəncə-Qazax       |
| Göygöl             | Goygol             | Hacıkənd           | Gəncə şəhər ə/d      | Gəncə-Qazax       |
| Günəş              | Gunesh             | Örənqala           | Beyləqan             | Aran              |
| Günəşli            | Guneshli           | Nabran             | Xaçmaz               | Quba-Xaçmaz       |
| Gürgən             | Ghurgan            | Gürgən             | Xəzər                | Bakı              |
| Güzdək             | Guzdak             | Güzdək             | Abşeron              | Abşeron           |
| Hacıkənd           | Hajikend           | Hacıkənd           | Gəncə şəhər ə/d      | Gəncə-Qazax       |
| Hacıməlik          | Hacimalik          | Hacıməlik          | Göygöl               | Gəncə-Qazax       |
| Hacıqəhrəmanlı     | Hajigahramanli     | Hacıqəhrəmanlı     | Şirvan şəhər ə/d     | Aran              |
| Hadrut             | Habrut             |                    | Xocavənd             | Yuxarı Qarabağ    |
| Haftoni            | Haftoni            | Haftoni            | Lənkəran             | Lənkəran          |
| Həkəri             | Hekeri             |                    | Zəngilan             | Kəlbəcər-Laçın    |
| Həsənabad          | Hasanabad          | Həsənabad          | Neftçala             | Aran              |
| Heybət             | Heybet             | Lökbatan           | Qaradağ              | Bakı              |
| Heydərabad         | Heydarabad         | Heydərabad         | Sədərək              | Naxçıvan          |
| Həzi Aslanov       | Hazi Aslanov       | Qarayazı           | Ağstafa              | Gəncə-Qazax       |
| Hindarx            | Hindarkh           | Hindarx            | Ağcabədi             | Aran              |
| Hirkan             | Hirkan             | Hirkan             | Lənkəran             | Lənkəran          |
| Hökməli            | Hokmali            | Hökməli            | Abşeron              | Abşeron           |
| Hövsan             | Hovsan             | Hövsan             | Suraxanı             | Bakı              |
| İkinci Alıbəyli    | 2 nd Alibeyly      | Alıbəyli           | Ağdam                | Yuxarı Qarabağ    |
| İkinci Baharlı     | 2 nd Baharly       | Üçoğlan            | Ağdam                | Yuxarı Qarabağ    |
| Ikinci Dördyol     | 2 nd Dordyol       | Təzəkənd           | Ağdam                | Yuxarı Qarabağ    |
| İkinci Zobucuq     | 2 nd Zobucuq       | Birinci Zobucuq    | Füzuli               | Yuxarı Qarabağ    |
| İmamqulubəyli      | Imamqulubeyly      | Quzanlı            | Ağdam                | Yuxarı Qarabağ    |
| İnstitut           | Institut           | İnstitut           | Samux                | Gəncə-Qazax       |
| İstisu             | Istisu             |                    | Kəlbəcər             | Kəlbəcər-Laçın    |
| İstisu             | Istisu             | İstisu             | Lənkəran             | Lənkəran          |
| Karrar             | Karrar             | Karrar             | Kürdəmir             | Aran              |
| Kərkicahan         | Karkijahan         |                    | Xankəndi şəhər ə/d   | Yuxarı Qarabağ    |
| Keşlə              | Keshla             | Keşlə              | Nizami               | Bakı              |
| Kijəbə             | Khijaba            | Kijəbə             | Astara               | Lənkəran          |
| Korgöz             | Korgoz             | Korgöz             | Qaradağ              | Bakı              |
| Kotal              | Kotal              | Ələt               | Qaradağ              | Bakı              |
| Kür                | Kur                | Kür                | Şəmkir               | Gəncə-Qazax       |
| Kürdəxanı          | Kurdakhani         | Kürdəxanı          | Sabunçu              | Bakı              |
| Kürəkçay           | Kurekchay          | Kürəkçay           | Goranboy             | Gəncə-Qazax       |
| Lahıc              | Lahij              | Lahıc              | İsmayıllı            | Dağlıq Şirvan     |
| Ləki               | Laki               | Ləki               | Ağdaş                | Aran              |
| Lökbatan           | Lokbatan           | Lökbatan           | Qaradağ              | Bakı              |
| Mədrəsə            | Madrasa            | Mədrəsə            | Şamaxı               | Dağlıq Şirvan     |
| Mahmudlu           | Makhmudlu          |                    | Cəbrayıl             | Yuxarı Qarabağ    |
| Mərdəkan           | Mardakan           | Mərdəkan           | Xəzər                | Bakı              |
| Masallı            | Masally            | Masallı            | Masallı              | Lənkəran          |
| Maştağa            | Mashtagha          | Maştağa            | Sabunçu              | Bakı              |
| Mayak              | Mayak              | Mayak              | Beyləqan             | Aran              |
| Mehdiabad          | Mehdiabad          | Mehdiabad          | Abşeron              | Abşeron           |
| Meşəli             | Mesheli            | Nabran             | Xaçmaz               | Quba-Xaçmaz       |
| Meyvəli            | Meyvaly            | Ərəş               | Yevlax               | Aran              |
| Mil                | Mil                | Mil                | Beyləqan             | Aran              |
| Milabad            | Milabad            | Milabad            | Beyləqan             | Aran              |
| Mincivan           | Minjivan           |                    | Zəngilan             | Kəlbəcər-Laçın    |
| Muğan              | Muqhan             | Muğan              | Hacıqabul            | Aran              |
| Müqtədir           | Mukhdadir          | Müqtədir           | Xaçmaz               | Quba-Xaçmaz       |
| Müşviqabad         | Mushfiqabad        | Müşfiqabad         | Qaradağ              | Bakı              |
| Nardaran           | Nardaran           | Nardaran           | Sabunçu              | Bakı              |
| Nərimanabad        | Narimanov          | Nərimanabad        | Lənkəran             | Lənkəran          |
| Navahı             | Navahy             | Navahı             | Hacıqabul            | Aran              |
| Neft Daşları       | Neft Dashlari      | Neft Daşları       | Xəzər                | Bakı              |
| Nic                | Nij                | Nic                | Qəbələ               | Şəki-Zaqatala     |
| Novoqolovka        | Novoqolovka        | Uzuntəpə           | Cəlilabad            | Lənkəran          |
| Örənqala           | Orangala           | Örənqala           | Beyləqan             | Aran              |
| Padar              | Padar              | Padar              | Hacıqabul            | Aran              |
| Parağaçay          | Paraqachay         | Parağaçay          | Ordubad              | Naxçıvan          |
| Pirallahı          | Pir Allahi         | Gürgən-Pirallahı   | Xəzər                | Bakı              |
| Pirsaat            | Pirsaat            | Navahı             | Hacıqabul            | Aran              |
| Pirsaat            | Pirsaat            | Ələt               | Qaradağ              | Bakı              |
| Pirşağı            | Pirshagi           | Pirşağı            | Sabunçu              | Bakı              |
| Poylu              | Poylu              | Poylu              | Ağstafa              | Gəncə-Qazax       |
| Puta               | Puta               | Puta               | Qaradağ              | Bakı              |
| Qabaqçöl           | Qabaqchol          | Qabaqçöl           | Balakən              | Şəki-Zaqatala     |
| Qəhrəmanlı         | Qahramanli         | Qəhrəmanlı         | Beyləqan             | Aran              |
| Qala               | Gala               | Qala               | Xəzər                | Bakı              |
| Qaraarx            | Garaarkh           | Qaraarx            | Samux                | Gəncə-Qazax       |
| Qarabucaq          | Garabuchag         | Axtaçı             | Kürdəmir             | Aran              |
| Qaraçala           | Garachala          | Qaraçala           | Salyan               | Aran              |
| Qaraçay            | Garachay           | Qaraçay            | Quba                 | Quba-Xaçmaz       |
| Qaraçuxur          | Garachukur         | Qaraçuxur          | Suraxanı             | Bakı              |
| Qaradağ            | Garadagh           | Sahil              | Qaradağ              | Bakı              |
| Qarakosa           | Garakosa           | Ələt               | Qaradağ              | Bakı              |
| Qarayazı           | Garayazi           | Qarayazı           | Ağstafa              | Gəncə-Qazax       |
| Qarayeri           | Garayerli          | Qarayeri           | Samux                | Gəncə-Qazax       |
| Qasımbəyli         | Qasimbeyly         | Xındırıstan        | Ağdam                | Yuxarı Qarabağ    |
| Qayğı              | Gayghi             |                    | Laçın                | Kəlbəcər-Laçın    |
| Qayıdış -1         | Gayidish-1         | 1 №-li Qayıdış     | Füzuli               | Yuxarı Qarabağ    |
| Qayıdış -2         | Gayidish-2         | 2 №-li Qayıdış     | Füzuli               | Yuxarı Qarabağ    |
| Qayıdış -3         | Gayidish-3         | 3 №-li Qayıdış     | Füzuli               | Yuxarı Qarabağ    |
| Qayıdış -4         | Gayidish-4         | 4 №-li Qayıdış     | Füzuli               | Yuxarı Qarabağ    |
| Qayıdış -5         | Gayidish-5         | 5 №-li Qayıdış     | Füzuli               | Yuxarı Qarabağ    |
| Qayıdış -6         | Gayidish-6         | 6 №-li Qayıdış     | Füzuli               | Yuxarı Qarabağ    |
| Qayıdış -7         | Gayidish-7         | 7 №-li Qayıdış     | Füzuli               | Yuxarı Qarabağ    |
| Qayıdış -8         | Gayidish-8         | 8 №-li Qayıdış     | Füzuli               | Yuxarı Qarabağ    |
| Qayıdış -9         | Gayidish-9         | 9 №-li Qayıdış     | Füzuli               | Yuxarı Qarabağ    |
| Qayıdış -10        | Gayidish-10        | 10 №-li Qayıdış    | Füzuli               | Yuxarı Qarabağ    |
| Qayıdış -11        | Gayidish-11        | 11 №-li Qayıdış    | Füzuli               | Yuxarı Qarabağ    |
| Qazanbulaq         | Gazanbulaq         | Qazanbulaq         | Goranboy             | Gəncə-Qazax       |
| Qırmızı Bazar      | Qirmizi Bazar      |                    | Xocavənd             | Yuxarı Qarabağ    |
| Qırmızı Qəsəbə     | Qirmizi Qasaba     | Qırmızı Qəsəbə     | Quba                 | Quba-Xaçmaz       |
| Qırmızı Samux      | Girmizi Samukh     | Qırmızı Samux      | Samux                | Gəncə-Qazax       |
| Qırx Çıraq         | Kirkh Chiraq       | Çuxanlı            | Salyan               | Aran              |
| Qıvraq             | Givrag             | Qıvraq             | Kəngərli             | Naxçıvan          |
| Qızıldaş           | Gizil Dash         | Qızıldaş           | Qaradağ              | Bakı              |
| Qızılhacılı        | Gizilhajili        | Qızılhacılı        | Goranboy             | Gəncə-Qazax       |
| Qızılqaya          | Gizilgaya          | Göygöl             | Göygöl               | Gəncə-Qazax       |
| Qobu               | Qobu               | Qobu               | Abşeron              | Abşeron           |
| Qobustan           | Gobustan           | Qobustan           | Qaradağ              | Bakı              |
| Qonaqkənd          | Qonaqkand          | Qonaqkənd          | Quba                 | Quba-Xaçmaz       |
| Qovlar             | Govlar             | Qovlar             | Tovuz                | Gəncə-Qazax       |
| Qumlaq             | Gumlag             |                    | Cəbrayıl             | Yuxarı Qarabağ    |
| Quşçu              | Gushchu            | Daşkəsən qəsəbə    | Daşkəsən             | Gəncə-Qazax       |
| Quşçu körpüsü      | Gushchu korpu      | Daşkəsən qəsəbə    | Daşkəsən             | Gəncə-Qazax       |
| Quzanlı            | Guzanly            | Quzanlı            | Ağdam                | Yuxarı Qarabağ    |
| Ramana             | Romana             | Ramana             | Sabunçu              | Bakı              |
| Rəsulzadə          | Rasulzade          | M.Ə.Rəsulzadə      | Binəqədi             | Bakı              |
| Sabir              | Sabir              | Sabir              | Şamaxı               | Dağlıq Şirvan     |
| Sabunçu            | Sabunchu           | Sabunçu            | Sabunçu              | Bakı              |
| Şəfəq              | Shafag             | Şəfəq              | Beyləqan             | Aran              |
| Səfərli            | Seferly            | Üçoğlan            | Ağdam                | Yuxarı Qarabağ    |
| Şağan              | Shaghan            | Şağan              | Xəzər                | Bakı              |
| Sahil              | Sahil              | Sahil              | Qaradağ              | Bakı              |
| Sahillər           | Sahiller           | Seyidlikəndyeri    | Xaçmaz               | Quba-Xaçmaz       |
| Şəhriyar           | Shahriyar          | Şəhriyar           | Şamaxı               | Dağlıq Şirvan     |
| Şəhriyar           | Shakhriyar         | Şəhriyar           | Ordubad              | Naxçıvan          |
| Şəkərli            | Shekerli           | Poylu              | Ağstafa              | Gəncə-Qazax       |
| Saloğlu            | Saloghlu           | Saloğlu            | Ağstafa              | Gəncə-Qazax       |
| Səməd Vurğun       | Samed Vurgun       | Kür                | Şəmkir               | Gəncə-Qazax       |
| Samur              | Samur              | Samur              | Qusar                | Quba-Xaçmaz       |
| Samurçay           | Samurchay          | Nabran             | Xaçmaz               | Quba-Xaçmaz       |
| Sanqaçal           | Sangachal          | Səngəçal           | Qaradağ              | Bakı              |
| Saray              | Saray              | Saray              | Abşeron              | Abşeron           |
| Sarısu             | Sarisu             | Sarısu             | Beyləqan             | Aran              |
| Şərq               | Sherg              | Şərq               | Beyləqan             | Aran              |
| Şimal              | Shimal             | Nabran             | Xaçmaz               | Quba-Xaçmaz       |
| Şirinsu            | Shirinsu           | Liman              | Lənkəran             | Lənkəran          |
| Şıxarx             | Shikharkh          |                    | Tərtər               | Yuxarı Qarabağ    |
| Şıxlar             | Shikhlar           | Ələt               | Qaradağ              | Bakı              |
| Şollar             | Shollar            | Xudat              | Xaçmaz               | Quba-Xaçmaz       |
| Şonqar             | Shongar            | Qızıldaş           | Qaradağ              | Bakı              |
| Soyuqbulaq         | Soyug Bulag        | Köçvəlili          | Ağstafa              | Gəncə-Qazax       |
| Soyuqbulaqlar      | Soyug Bulaglar     | Qarayazı           | Ağstafa              | Gəncə-Qazax       |
| Şubanı             | Shubani            | Lökbatan           | Qaradağ              | Bakı              |
| Sulutəpə           | Sulutepe           | Xocəsən            | Binəqədi             | Bakı              |
| Şuraabad           | Shuraabad          | Şuraabad           | Xızı                 | Abşeron           |
| Şüvəlan            | Shuvalan           | Şüvəlan            | Xəzər                | Bakı              |
| Hacı Z. Tağıyev    | Haji Z. Tagiyev    | Hacı Z. Tağıyev    | Sumqayıt şəhər ə/d   | Abşeron           |
| Təzəkənd           | Tezekend           | Təzəkənd           | Ağdam                | Yuxarı Qarabağ    |
| Turan              | Turan              | Turan              | Şəki                 | Şəki-Zaqatala     |
| Turist             | Turist             | Nabran             | Xaçmaz               | Quba-Xaçmaz       |
| Türkan             | Turkan             | Türkan             | Xəzər                | Bakı              |
| Türklər            | Turkler            | Türklər            | Beyləqan             | Aran              |
| Turşsu             | Turshsu            |                    | Şuşa                 | Yuxarı Qarabağ    |
| Türyançay          | Turyanchay         | Dəhnəxəlil         | Ağdaş                | Aran              |
| Üçüncü Zobucuq     | 3 rd Zobucuq       | Beşinci Zobucuq    | Füzuli               | Yuxarı Qarabağ    |
| Ümid               | Umud               | Ümid               | Qaradağ              | Bakı              |
| Üzümçü             | Uzumchu            | Bədəlli            | Qobustan             | Dağlıq Şirvan     |
| Vəndam             | Vandam             | Vəndam             | Qəbələ               | Şəki-Zaqatala     |
| Vətəgə             | Vetege             | Sarıxanlı          | İmişli               | Aran              |
| Vurğun             | Vurghun            | Vurğun             | Ağstafa              | Gəncə-Qazax       |
| Xələfli            | Khalafli           |                    | Cəbrayıl             | Yuxarı Qarabağ    |
| Xanlar             | Khanlar            | Göygöl             | Göygöl               | Gəncə-Qazax       |
| Xıllı              | Khilli             | Xıllı              | Neftçala             | Aran              |
| Xocəsən            | Khojasan           | Xocəsən            | Binəqədi             | Bakı              |
| Xudafərin          | Khudaferin         |                    | Cəbrayıl             | Yuxarı Qarabağ    |
| Yeni Ələt          | Yeni Alat          | Ələt               | Qaradağ              | Bakı              |
| Yeni Həyat         | Yeni Hayat         | Yeni Həyat         | Xaçmaz               | Quba-Xaçmaz       |
| Yeni Mil           | Yeni Mil           | Yeni Mil           | Beyləqan             | Aran              |
| Yeni Suraxanı      | Yeni Surakhany     | Yeni Suraxanı      | Suraxanı             | Bakı              |
| Yenibağ            | Yenibagh           | Qarayeri           | Samux                | Gəncə-Qazax       |
| Yusif Məmmədəliyev | Yusif Mammadaliyev | Avaxıl             | Şamaxı               | Dağlıq Şirvan     |
| Yuxarı Ağcakənd    | Yukhari Agjakend   | Aşağı Ağcakənd     | Goranboy             | Gəncə-Qazax       |
| Yuxarı Aran        | Yukhary Aran       | Yuxarı Aran        | Beyləqan             | Aran              |
| Yuxarı Daşkəsən    | Yukhari Dashkasan  | Yuxarı Daşkəsən    | Daşkəsən             | Gəncə-Qazax       |
| Zabrat             | Zabrat             | Zabrat             | Sabunçu              | Bakı              |
| Zərdabi            | Zardabi            | Zərdabi            | Quba                 | Quba-Xaçmaz       |
| Zəyəm              | Zayam              | Zəyəm              | Şəmkir               | Gəncə-Qazax       |
| Zığ                | Zigh               | Zığ                | Suraxanı             | Bakı              |
| Zirə               | Zira               | Zirə               | Xəzər                | Bakı              |